# Klínivka
Klínivka (en (ucraïnès): Клинівка) és un poble de la República Autònoma de Crimea a Ucraïna, que el 2014 tenia 116 habitants. Pertany al districte de Simferòpol.